# Razanowo
Razanowo – dawny folwark. Tereny na których leżał znajdują się obecnie na Białorusi, w obwodzie witebskim, w rejonie głębockim, w sielsowiecie Koroby.
Nazwa dawniej używana – Rezanowo.

## Historia
W czasach zaborów w guberni wileńskiej Imperium Rosyjskiego.
W dwudziestoleciu międzywojennym folwark leżał w Polsce, w województwie wileńskim, w powiecie duniłowickim (od 1926 postawskim), w gminie Norzyca.
Według Powszechnego Spisu Ludności z 1921 roku zamieszkiwało tu 16 osób, wszystkie były wyznania rzymskokatolickiego i zadeklarowały polską przynależność narodową. Był tu 1 budynek mieszkalny. W 1931 w 1 domu zamieszkiwało 15 osób.
Wierni należeli do parafii rzymskokatolickiej w Dzierkowszczyźnie. Miejscowość podlegała pod Sąd Grodzki w Duniłowiczach i Okręgowy w Wilnie; właściwy urząd pocztowy mieścił się w Łasicy.
W 1938 roku miejscowość należała do gromady Łopaczewo gminy Norzyca.